# Eiberg (Bannwald)
Das Gebiet Eiberg ist ein mit Verordnung vom 7. November 1997 durch die Körperschaftsforstdirektion Karlsruhe ausgewiesener Bannwald (Schutzgebiet-Nummer 100499) bei Höfen an der Enz im Landkreis Calw in Baden-Württemberg.

## Lage
Das Schutzgebiet befindet sich westlich von Höfen an der Enz. Es handelt sich um totholzreiches Buchenaltholz.
Das Schutzgebiet liegt im Staatswald Neuenbürg und umfasst die Abteilungen 2 bis 5 sowie 15 bis 16 (teilweise) und die Abteilungen 10 (ganz) des Distriktes I „Eiberg“.
Der Bannwald liegt im Naturpark Schwarzwald Mitte/Nord.
Im Schutzgebiet liegen vier Biotope: Buchenwald im BW Eiberg W Höfen mit der Biotopnummer 271172352142, Quelle im BW Eiberg NW Höfen a.d.E. mit der Biotopnummer 271172352141, Blockmeer W Höfen mit der Biotopnummer 271172352143 und Schonwald "Unterer Eiberg" -Buchenaltholz mit der Biotopnummer 271172352144.

## Geologie
Bei dem Untergrund handelt es sich überwiegend um mäßig frische Blockschuttdecken.

## Vegetation
Im Bannwald kommen laut Waldbiotopkartierung die folgenden Arten vor:
Weiß-Tanne, Berg-Ahorn, Hänge-Birke, Besenheide, Pillen-Segge, Besenginster, Drahtschmiele, Gewöhnlicher Dornfarn, Rotbuche,
Wald-Schwingel, Europäische Stechpalme, Weißliche Hainsimse, Wald-Hainsimse, Einblütiges Perlgras, Wald-Sauerklee, Gemeine Fichte,
Hasenlattich, Adlerfarn, Himbeere, Brombeeren, Sal-Weide, Roter Holunder, Bergfarn, Zypressenschlafmoos, Schönes Widertonmoos,
Hohltaube, Schwarzspecht, Wald-Frauenfarn, Trespen, Wald-Schaumkraut, Winkel-Segge, Gegenblättriges Milzkraut, Großes Hexenkraut,
Breitblättriger Dornfarn, Gemeine Esche, Gewöhnliche Goldnessel, Waldmeister, Ruprechtskraut, Echte Nelkenwurz, Flatter-Binse, Vogelkirsche,
Stieleiche, Kriechender Hahnenfuß, Wald-Ziest, Hain-Sternmiere, Schilf-Straußgras, Moor-Birke, Rippenfarn, Gewöhnlicher Wasserdost,
Harzer Labkraut, Sprossender Bärlapp, Vogelbeere, Heidelbeere, Dreilappiges Peitschenmoos, Gewöhnliches Gabelzahnmoos, Plagiothecium undulatum,
Rotstängelmoos, Goldenes Frauenhaarmoos, Schönes Widertonmoos, Polytrichum piliferum, Sphagnum sect. Acutifolia, Wald-Segge, Echter Wurmfarn,
Gemeiner Efeu, Europäische Lärche, Waldkiefer, Gewöhnlicher Tüpfelfarn, Traubeneiche, Schwarzer Holunder, Roter Holunder, Isothecium myosuroides,
Schwanenhals-Sternmoos, Buntspecht.

## Schutzzweck
Der Schutzzweck des Bannwalds ist gemäß Schutzgebietsverordnung 
- die unbeeinflußte Entwicklung eines Fichten - Tannen bzw. eines Buchen - Tannen - Waldökosystems mit seinen Tier- und Pflanzenarten zu sichern, sowie die wissenschaftliche Beobachtung der Entwicklung zu gewährleisten.
- dies beinhaltet den Schutz der Lebensräume und -gemeinschaften, die sich im Gebiet befinden, sich im Verlauf der eigendynamischen Entwicklung des Wald- bestandes innerhalb des Schutzgebietes ändern oder durch die eigendynamische Entwicklung entstehen.

## Betreuung
Wissenschaftlich betreut wird der Bannwald durch die Forstliche Versuchs- und Forschungsanstalt Baden-Württemberg (BVA).